# Moldavia en los Juegos Olímpicos de París 2024
Moldavia estuvo representada en los Juegos Olímpicos de París 2024 por un total de 26 deportistas que compitieron en 10 deportes. Responsable del equipo olímpico es el Comité Nacional Olímpico y Deportivo de la República de Moldavia, así como las federaciones deportivas nacionales de cada deporte con participación.
Los portadores de la bandera en la ceremonia de apertura fueron los arqueros Dan Olaru y Alexandra Mîrca.

## Medallistas
El equipo olímpico de Moldavia obtuvo las siguientes medallas:
| Nombre             | Deporte     | Competición |
| ------------------ | ----------- | ----------- |
| Oro                |             |             |
| —                  |             |             |
| Plata              |             |             |
| Anastasia Nichita  | Lucha libre | 57 kg F     |
| Bronce             |             |             |
| Denis Vieru        | Judo        | –66 kg M    |
| Adil Osmanov       | Judo        | –73 kg M    |
| Serghei Tarnovschi | Piragüismo  | C1 1000 m M |